# پونیسیون دل ون
پونیسیون دل ون (به لاتین: Poncione del Vènn) یک کوه در سوئیس است که در کانتون تیچینو واقع شده‌است. پونیسیون دل ون ۲٬۴۷۷ متر بالاتر از سطح دریا واقع شده‌است.